# Easy Star All-Stars
Az Easy Star All-Stars egy New York-i reggae-zenekar. Más együttesek népszerű lemezeit dolgozzák át reggae és dub stílusra.   Első albumuk, amely a Dark Side of the Moon című Pink Floyd-klasszikus feldolgozása a Dub Side of the Moon címmel jelent meg 2003-ban, második albumuk a 2006-os  Radiodread, melyen a Radiohead együttes OK Computer című albumát dolgozták át reggae/dub számokká.

## Jelenlegi felállás
A Dub Side of the Moon albumon:
- Michael Goldwasser
- Victor Axelrod a.k.a Ticklah
- Patrick Dougher
- Victor Rice

## Lemezek
- Dub Side of the Moon – (2003)
- Radiodread – (2006)